# Первомайський (Краснопрісненське сільське поселення)
Первома́йський (рос. Первомайский, ерз. Первомайский) — селище у складі Ковилкінського району Мордовії, Росія. Входить до складу Краснопрісненського сільського поселення.
Населення — 574 особи 2010; 616 у 2002).
Національний склад станом на 2002 рік:
- росіяни — 83 %